# Jake Westbrook
Pour les articles homonymes, voir Westbrook.
Jacob Cauthen Westbrook (né le 29 septembre 1977 à Athens, Géorgie, États-Unis), est un lanceur droitier de baseball évoluant dans les Ligues majeures avec les Cardinals de Saint-Louis.

## Carrière

### Carrière scolaire
Lycéen au Madison County High School à Madison County (Géorgie), il porte les couleurs de son établissement scolaire en basket-ball et en baseball. Il lance six parties sans point ni coup sûr lors de ses deux dernières saisons.
Fils de Cauthen Westbrook qui fut un athlète des Georgia Bulldogs de l'Université de Géorgie, il est fan des équipes de cette université et signe d'ailleurs une lettre d'intention en leur faveur avant d'accepter la proposition de draft des Rockies du Colorado.

### Carrière professionnelle
Westbrook est sélectionné par les Rockies du Colorado au premier tour (21e choix) lors de la draft du 4 juin 1996.
Il entame sa carrière en ligues mineures dans l'organisation des Rockies puis est échangé aux Expos de Montréal le 18 novembre 1997. Les Expos échange Jake le 22 décembre 1999 aux Yankees de New York ; il fait ses débuts en ligue majeure sous l'uniforme des Yankees, où il participe à trois matchs en 2000.
Westbrook est encore échangé, cette fois chez les Indians de Cleveland, le 25 juillet 2000. Il évolue encore en ligue mineure jusqu'en 2003, mais est progressivement intégré à l'effectif des Indians dès 2001.
Westbrook est sélectionné pour le Match des étoiles 2004, année où sa moyenne de points mérités s'établit à 3.38. De 2004 à 2006, il enchaine trois saisons consécutives avec au moins 14 victoires par saison.
Le 13 avril 2007, il signe un contrat de trois ans avec les Indians lui assurant 33 millions de dollars de revenus. Son début de saison 2007 est assez mauvais, avec au 18 juillet 2007, 11 matchs joués pour 1 victoire et 5 défaites et 6.07 de moyenne de points mérités. Ce nombre relativement faible de matchs joués est la conséquence d'une longue blessure musculaire. Il se reprend en deuxième partie de saison pour terminer avec 6 victoires pour 9 défaites sur l'ensemble de l'année.
La saison 2008 est marquée par une blessure au coude qui lui laisse le temps de disputer seulement cinq matches en début de saison. Il subit une Opération de type Tommy John en juin 2008. Son retour en compétition était prévu en juillet 2009, mais il rate finalement l'ensemble de la saison 2009.
Désigné comme lanceur partant du match d'ouverture de la saison 2010 des Indians, Westbrook retrouve le jeu le 8 mars à l'occasion d'un match de pré-saison lors de l'entraînement de printemps 2010. Westbrook effectue 38 lancers dont 17 prises. Ce manque de contrôle est typique des lanceurs qui reprennent le jeu après une Opération de type Tommy John. Le 11 mai, Westbrook enregistre sa première victoire en deux ans et un mois après sa longue absence sur blessure.
Le 31 juillet 2010, Westbrook passe aux Cardinals de Saint-Louis dans une transaction à trois clubs impliquant aussi les Padres de San Diego. Les Indians obtiennent de San Diego le lanceur droitier des ligues mineures Corey Kluber dans cet échange. Il complète l'année avec 10 victoires contre 11 défaites et une moyenne de points mérités de 4,22 en 33 départs, et un match complet réussi avec les Indians.
En novembre 2010, les Cardinals et Westbrook s'entendent sur un contrat de deux saisons.
Le 31 août 2011, dans une victoire de 8-3 sur les Brewers de Milwaukee, Westbrook frappe son premier coup de circuit en carrière : rien de moins qu'un grand chelem contre le lanceur Randy Wolf. En 2011 il gagne 12 parties de saison régulière et, après une présence en relève, est le lanceur gagnant du 6e match de Série mondiale 2011 contre les Rangers du Texas. Westbrook participe avec ses coéquipiers à la conquête du titre.
Westbrook est éligible à l'autonomie après la saison 2012 mais il signe une prolongation de contrat d'un an avec les Cardinals le 21 août 2012.

## Statistiques
| Saison | Équipe      | G   | GS  | CG | SHO | V  | D  | SV | IP     | SO  | ERA   |
| ------ | ----------- | --- | --- | -- | --- | -- | -- | -- | ------ | --- | ----- |
| 2000   | NY Yankees  | 3   | 2   | 0  | 0   | 0  | 2  | 0  | 6.2    | 1   | 13,50 |
| 2001   | Cleveland   | 23  | 6   | 0  | 0   | 4  | 4  | 0  | 64.2   | 48  | 0,34  |
| 2002   | Cleveland   | 11  | 4   | 0  | 0   | 1  | 3  | 0  | 41.2   | 20  | 5,85  |
| 2003   | Cleveland   | 34  | 22  | 1  | 0   | 7  | 10 | 0  | 133.0  | 58  | 4,33  |
| 2004   | Cleveland   | 33  | 30  | 5  | 1   | 14 | 9  | 0  | 215.2  | 116 | 3,38  |
| 2005   | Cleveland   | 34  | 34  | 2  | 0   | 15 | 15 | 0  | 210.2  | 119 | 4,49  |
| 2006   | Cleveland   | 32  | 32  | 3  | 2   | 15 | 10 | 0  | 211.1  | 109 | 4,17  |
| 2007   | Cleveland   | 25  | 25  | 0  | 0   | 6  | 9  | 0  | 152.0  | 93  | 4,32  |
| 2008   | Cleveland   | 5   | 5   | 1  | 0   | 1  | 2  | 0  | 34.2   | 19  | 3,12  |
| 2010   | Cleveland   | 21  | 21  | 1  | 0   | 6  | 7  | 0  | 127.2  | 73  | 4,65  |
| 2010   | Saint-Louis | 12  | 12  | 0  | 0   | 4  | 4  | 0  | 75.0   | 55  | 3,48  |
| Totaux | Totaux      | 233 | 193 | 13 | 3   | 73 | 75 | 0  | 1273.0 | 711 | 4,29  |

| Saison | Équipe    | G | GS | CG | SHO | V | D | SV | IP   | SO | ERA  |
| ------ | --------- | - | -- | -- | --- | - | - | -- | ---- | -- | ---- |
| 2007   | Cleveland | 3 | 3  | 0  | 0   | 1 | 2 | 0  | 17.2 | 8  | 5,60 |
| Totaux | Totaux    | 3 | 3  | 0  | 0   | 1 | 2 | 0  | 17.2 | 8  | 5,60 |

Note : G = Matches joués ; GS = Matches comme lanceur partant ; CG = Matches complets ; SHO = Blanchissages ; 
V = Victoires ; D = Défaites ; SV = Sauvetages ; IP = Manches lancées ; SO = Retraits sur des prises ; ERA = Moyenne de points mérités.